# Даница Бандић
Даница Бандић Телечки (Загреб, 30. септембар 1871 — Београд, 26. октобар 1950) била је српска учитељица, ауторка драма и дечије књижевности.

## Биографија
Рођена је у Загребу, 1871. године, од мајке Ане и оца Лазе Телечког, глумца и драмског писца. Док је имала само 19 месеци, преминуо јој је отац, а мајка Ана када је Даница имала само осам година. Старатељство над њом преузео је њен стриц, драматург Српског народног позоришта, Риста Телечки, који је одшколовао Даницу и трудио да она не осети празнину и тешкоћу одрастања без родитеља.

## Образовање
У периоду од 1877 – 1881 године похађала је основну школу у Зрењанину, а потом у Кикинди. Након завршетка основне школе, Даница одлази у Суботицу, где уписује Вишу девојачку школу 1881. године и завршава је 1888. године. Због одличног успеха у школи, Даница након више школе уписује Учитељску школу у Сомбору, коју такође завршава са изузетним успехом.

## Породица
Након запошљавања у школи у Кикинди, Даница се удаје за Милоша Бандића, који је био учитељ, управник школе, глумац, члан Српског народног већа и делегат Велике народне скупштине Војводине. Супруг ју је подржавао у учитељском послу, а након пензионисања и селидбе у Београд 1922. године и у писању и превођењу. Милош Бандић преминуо је 1941. године у Београду.
Из брака за Бандићем имала је двоје деце, Милана Бату и Јелисавету Милицу Бандић, који су такође били глумци.
Милица је била глумица Народног позоришта у Београду, која је за време Првог светског рата играла је у Босанскохерцеговачком путујећем позоришту. Њихов син Милан Бата Бандић је играо у великом броју позоришта широм земље, а преминуо је у 37. години живота.

## Каријера
Након завршетка Учитељске школе, Даница се исте, 1888. године, са садамнаест година запошљава као учитељица у Кикинди. Као школовани учитељ, 1890. године, добија од Српског народног позоришта 1000 форинти скупљане 17. година од стране пријатеља позоришта и поштовалаца Лазе Телечког. Године 1892. Даница почиње књижевни рад објавивши приповетке Силом у препарандију, за часопис Женски свет, чији је касније постала сарадник. Била је стручни преводилац и познавала више језика, па је преводила дела са немачког на руски језик. Написала је шаљиву игру Еманципована, коју је Матица Српска наградила и штампала у свом Летопису. Неки од њених драмских дела играна су у Српском народном позоришту.
одине 1922. Даница се пензионише са послом учитељице и сели се са својим супругом у Београд, где наставља са писањем и превођењем.
Своју најзначајнију причу Тера баба козлиће објавила је 1923. године, а илустрацију је урадио српски сликар Урош Предић. Након тога, објавила је велики број наслова, као што су Опроштај Снешка Белића, Пуно коло прича, Шта ласта приповеда и многи други.
Током своје каријере писања објавила је око двадесет књига прича и позоришних комада. Прво се бавила радовима за одрасле, да би се касније окренула дечијој књижевности. Због великих достигнућа које је постигла на пољу дечије књићевности, Марко Цар, књижевни критичар назвао је Даницу „чика Јовом“ у прози.
Сарађивала је са великим броје часописа и то : Женски свет (1892—1902, 1904, 1906, 1908, 1911), Споменак (1893—1897, 1908), Босанска вила (1895—1901, 1903, 1905, 1907-1908), Летопис Матице Српске (1895), Бранково коло (1896, 1898-1899, 1902-1904, 1906, 1908-191 0), Голуб (1908), Наш лист (1921-1923), Зорица (1925), Подмладак Црвеног крста (1926-1940) и са часописом Књижевни север (1927).

## Смрт
Даница Бандић преминула је у 79. години живота, 26. октобра 1950. године у Београду.